# Cirrhilabrus flavidorsalis
Cirrhilabrus flavidorsalis là một loài cá biển thuộc chi Cirrhilabrus trong họ Cá bàng chài. Loài này được mô tả lần đầu tiên vào năm 1980.

## Từ nguyên
Từ định danh flavidorsalis được ghép bởi hai âm tiết trong tiếng Latinh, flavus ("vàng") và dorsalis ("ở lưng"), hàm ý đề cập đến dải màu vàng ở vây lưng của cá đực.

## Phạm vi phân bố và môi trường sống
C. flavidorsalis được ghi nhận trải dài từ bờ đông đảo Borneo, bao gồm bang Sabah của Malaysia và vùng Kalimantan của Indonesia, trải dài đến Tây Papua, ngược lên phía bắc đến Philippines và Palau. Loài này sống gần các rạn san hô (thường là san hô nhánh) trên nền đá vụn ở độ sâu khoảng 6–40 m.

## Mô tả
Chiều dài lớn nhất được ghi nhận ở C. flavidorsalis là 6,5 cm. Vây bụng ngắn ở cả hai giới. Cá đực có màu hồng nhạt hoặc trắng, trừ vùng đầu phía trên miệng là màu đỏ, cũng như các vệt đỏ ở hai bên thân. Vây lưng có vệt vàng tươi nổi bật. Tuy nhiên, một biến dị kiểu hình của loài cá này với vây lưng có dải màu xanh lam thẫm thay vì vàng như kiểu hình thường được biết đến, và các vệt đỏ trở nên mờ hơn rất nhiều.
Số gai ở vây lưng: 11; Số tia vây ở vây lưng: 9; Số gai ở vây hậu môn: 3; Số tia vây ở vây hậu môn: 9; Số gai ở vây bụng: 1; Số tia vây ở vây bụng: 5.

## Phân loại học
C. flavidorsalis có quan hệ họ hàng rất gần với Cirrhilabrus lubbocki và Cirrhilabrus adornatus. Cá cái của ba loài này có kiểu hình rất giống nhau, màu đỏ hồng với một đốm đen trên cuống đuôi, nên rất khó mà phân biệt được. Việc xác định cá cái của loài nào thường được quan sát dựa vào sự xuất hiện của cá đực trong bầy nếu chúng có cùng phạm vi phân bố.

## Sinh thái học
C. flavidorsalis thường sống theo từng nhóm lớn. Một cá thể lai giữa C. flavidorsalis và C. lubbocki đã được chụp ảnh tại quần đảo Sangihe (Bắc Sulawesi, Indonesia).

## Thương mại
C. flavidorsalis được thu thập trong ngành buôn bán cá cảnh, và được bán với giá 20–25 USD một con tại Hoa Kỳ.